# Hans Radermacher
Hans Radermacher (* 10. Oktober 1929 in Köln) ist ein deutscher Philosoph.

## Leben
Nach der Promotion zum Dr. phil. in Köln 1956 und Habilitation 1968 in Frankfurt am Main wurde er Professor an der Universität Köln 1970.

## Schriften (Auswahl)
- Grundlegung eines Neorationalismus. Dekognition und Dissens. Bern 1996, ISBN 3-906756-58-0.
- Humanismus und Kontingenz. Beiträge zum Neorationalismus. Bern 1998, ISBN 3-906760-40-5.
- Limitativer Rationalismus. Bern 2002, ISBN 3-906769-34-8.
- Rationalität und Dissens. Bern 2004, ISBN 3-03910-232-X.